# Nécropole nationale du bois de Montrolles
La nécropole nationale du bois de Montrolles est un cimetière militaire de la Première Guerre mondiale situé sur le territoire de la commune de Betz au sud-est du département de l'Oise.

## Historique
La nécropole nationale du bois de Montrolles a été créé en 1915. 44 soldats français originaires pour la plupart de l'ouest de la France tués lors de la bataille de la Marne, entre le 7 et 9 septembre 1914 y ont été inhumés.
En 1924, furent inhumés dans les 22 tombes individuelles entourant le monument, 16 soldats morts des suites de leurs blessures, en juin 1918, à l'ambulance de Betz, lors de la bataille du Matz. Cinq ont été tués en septembre 1914 à Betz ou au bois de Montrolles, un est mort en 1917.

## Caractéristiques
La nécropole nationale du bois de Montrolles, situé à 2 km de Betz sur la route d'Acy-en-Multien  est la plus petite nécropole du département de l'Oise. Elle compte 44 dépouilles de soldats, 23 en tombes individuelles et 21 en ossuaire. Ce sont essentiellement des corps de soldats des 219e, 264e, 316e et 318e régiments d'infanterie tués entre le 7 et le 9 septembre 1914 qui reposent ici. Un monument, dédié « à la mémoire des soldats de l'armée de Paris morts pour la Patrie sur les champs de bataille de l'Ourcq en septembre 1914 » a été édifié dans le cimetière.